# Spencer Compton, I conte di Wilmington
Spencer Compton, I conte di Wilmington (Londra, 1674 – 2 luglio 1743), è stato un politico inglese, membro del partito Wigh.
È stato Primo Ministro del Regno di Gran Bretagna dal 16 febbraio 1742 al 2 luglio 1743. Le città statunitensi di Wilmington (Delaware) e Wilmington (Carolina del Nord) presero il nome in suo onore.

## Biografia
Terzogenito di James Compton, III conte di Northampton studiò alla St Paul's School e al Trinity College di Oxford. Entrò nella Camera dei Comuni per la prima volta nel 1698. Nonostante la sua famiglia fosse di tradizione Tory, egli si schierò a favore dei Whig, fra le file dei quali divenne ben presto una figura importante, grazie anche alla sua amicizia e collaborazione con il grande statista britannico Robert Walpole che durò per oltre quarant'anni.
Nel 1707 divenne Paymaster of Pensions, carica che mantenne per i successivi sei anni a dispetto del fatto che abbandonò il Parlamento inglese nel 1710 dopo essere caduto in disgrazia agli occhi del suo patrono, Lord Cornwallis, e dell'ascesa di un governo Tory al potere.

## Ascendenza
|                                          |                                     |                                 | Genitori                          |  |  | Nonni |  |  | Bisnonni                                |  |  | Trisnonni                       |  |
|                                          |                                     |                                 |                                   |  |  |       |  |  | William Compton, I conte di Northampton |  |  | Henry Compton, I barone Compton |  |
|                                          |                                     |                                 |                                   |  |  |       |  |  | William Compton, I conte di Northampton |  |  | Henry Compton, I barone Compton |  |
|                                          |                                     | lady Frances Hastings           |                                   |  |  |       |  |  | William Compton, I conte di Northampton |  |  |                                 |  |
| Spencer Compton, II conte di Northampton |                                     |                                 |                                   |  |  |       |  |  | William Compton, I conte di Northampton |  |  |                                 |  |
|                                          |                                     | Elizabeth Spencer               | sir John Spencer                  |  |  |       |  |  |                                         |  |  |                                 |  |
|                                          |                                     | Elizabeth Spencer               | sir John Spencer                  |  |  |       |  |  |                                         |  |  |                                 |  |
|                                          |                                     | Elizabeth Spencer               | Alice Bromfield                   |  |  |       |  |  |                                         |  |  |                                 |  |
| James Compton, III conte di Northampton  |                                     | Elizabeth Spencer               |                                   |  |  |       |  |  |                                         |  |  |                                 |  |
|                                          |                                     | sir Francis Beaumont            | Anthony Beaumont                  |  |  |       |  |  |                                         |  |  |                                 |  |
|                                          |                                     | sir Francis Beaumont            | Anthony Beaumont                  |  |  |       |  |  |                                         |  |  |                                 |  |
|                                          |                                     | sir Francis Beaumont            | Anne Armstrong                    |  |  |       |  |  |                                         |  |  |                                 |  |
| Mary Beaumont                            |                                     | sir Francis Beaumont            |                                   |  |  |       |  |  |                                         |  |  |                                 |  |
|                                          |                                     | Katherine Fairfax               | Richard Fairfax                   |  |  |       |  |  |                                         |  |  |                                 |  |
|                                          |                                     | Katherine Fairfax               | Richard Fairfax                   |  |  |       |  |  |                                         |  |  |                                 |  |
|                                          |                                     | Katherine Fairfax               | Margaret Southwick                |  |  |       |  |  |                                         |  |  |                                 |  |
| Spencer Compton, I conte di Wilmington   |                                     | Katherine Fairfax               |                                   |  |  |       |  |  |                                         |  |  |                                 |  |
|                                          | Edward Noel, II visconte di Campden | Andrew Noel                     |                                   |  |  |       |  |  |                                         |  |  |                                 |  |
|                                          | Edward Noel, II visconte di Campden | Andrew Noel                     |                                   |  |  |       |  |  |                                         |  |  |                                 |  |
|                                          | Edward Noel, II visconte di Campden | Mabel Harington                 |                                   |  |  |       |  |  |                                         |  |  |                                 |  |
| Baptist Noel, III visconte Campden       | Edward Noel, II visconte di Campden |                                 |                                   |  |  |       |  |  |                                         |  |  |                                 |  |
|                                          |                                     | hon. Juliana Hicks              | Baptist Hicks, I visconte Campden |  |  |       |  |  |                                         |  |  |                                 |  |
|                                          |                                     | hon. Juliana Hicks              | Baptist Hicks, I visconte Campden |  |  |       |  |  |                                         |  |  |                                 |  |
|                                          |                                     | hon. Juliana Hicks              | Elizabeth May                     |  |  |       |  |  |                                         |  |  |                                 |  |
| hon. Mary Noel                           |                                     | hon. Juliana Hicks              |                                   |  |  |       |  |  |                                         |  |  |                                 |  |
|                                          |                                     | Thomas Wotton, II barone Wotton | Edward Wotton, I barone Wotton    |  |  |       |  |  |                                         |  |  |                                 |  |
|                                          |                                     | Thomas Wotton, II barone Wotton | Edward Wotton, I barone Wotton    |  |  |       |  |  |                                         |  |  |                                 |  |
|                                          |                                     | Thomas Wotton, II barone Wotton | Hester Puckering                  |  |  |       |  |  |                                         |  |  |                                 |  |
| hon. Hester Wotton                       |                                     | Thomas Wotton, II barone Wotton |                                   |  |  |       |  |  |                                         |  |  |                                 |  |
|                                          |                                     | Mary Throckmorton               | sir Arthur Throckmorton           |  |  |       |  |  |                                         |  |  |                                 |  |
|                                          |                                     | Mary Throckmorton               | sir Arthur Throckmorton           |  |  |       |  |  |                                         |  |  |                                 |  |
|                                          |                                     | Mary Throckmorton               | Ann Lucas                         |  |  |       |  |  |                                         |  |  |                                 |  |
|                                          |                                     | Mary Throckmorton               |                                   |  |  |       |  |  |                                         |  |  |                                 |  |